# Navanethem Pillay
Navanethem Pillay of Navi Pillay (Durban (Zuid-Afrika), 23 september 1941) was de hoge commissaris voor de Mensenrechten van de VN. Haar eerste termijn, voor vier jaar,  ging in bij haar aanstelling op 1 september 2008. In 2012 werd zij voor twee jaar herbenoemd. Eind augustus 2014 liep haar termijn af, en werd ze vervangen door Zeid Ra'ad Al Hussein. Eerder was zij rechter bij het Zuid-Afrikaans Hooggerechtshof, president van het Rwanda-tribunaal en rechter van het Internationaal Strafhof. Ze was voordien actief als advocaat en verdediger van de Rechten van de Mens.
Navanethem Pillay, van eenvoudige Tamil afkomst, studeerde rechten aan de University of Natal in Zuid-Afrika en behaalde een Bachelor of Laws (LLB) in 1965. Aangezien geen enkel blank kantoor haar wenste aan te nemen, startte ze in 1967 haar eigen praktijk als eerste niet blanke advocate in de provincie van Natal. Ze verdedigde Anti-Apartheids activisten, en vroeg aandacht voor martelpraktijken en slechte detentieomstandigheden van politieke gevangenen.
Later studeerde ze rechten aan de Harvard Law School waar ze een master (LLM) behaalde in 1982 en tot Doctor of Juridical Science promoveerde in 1988.
In 1995 werd ze door Nelson Mandela aangesteld als eerste niet blanke rechter in het Zuid-Afrikaans Hooggerechtshof. Ze legde deze functie evenwel hetzelfde jaar nog neer, toen zij aangesteld werd bij het Rwanda-tribunaal, waar zij zitting had van 1995 tot 2003. Van 1999 tot 2003 was ze de president van dit hof.
Vanaf 11 maart 2003 was zij rechter bij het Internationaal Strafhof, hetgeen zij bleef tot 31 augustus 2008. Op 1 september 2008 werd ze door VN-secretaris-generaal Ban Ki-moon aangesteld in de functie van hoge commissaris voor de Mensenrechten, als opvolgster van Louise Arbour. In die functie ontving ze in 2009 het DRC Mapping Exercise Report, een detailverslag van een aanzienlijk aantal moordpartijen, verkrachtingen en andere misdaden tegen de menselijkheid in de periode 1993-2003 in Congo (DRC).
Op 1 juni 2012 verkreeg ze het doctoratus honoris causa aan de KU Leuven. Eerder ontving ze reeds eredoctoraten van de universiteit van Durham, de City University of New York, de London School of Economics en de Rhodes University. Op 9 juni 2016 ontving zij een eredoctoraat op de Erasmus Universiteit Rotterdam.
In september 2012 schreef ze het voorwoord voor het VN document over seksuele geaardheid en geslachtsidentiteit in internationaal mensenrecht.